# World Coming Down
World Coming Down is het vijfde album van de Amerikaanse gothicmetalband Type O Negative. Het album is uitgebracht op 21 september 1999.

## Tracklist
| Nr. | Titel                   | Duur  |
| --- | ----------------------- | ----- |
| 1.  | Skip It                 | 0:11  |
| 2.  | White Slavery           | 8:21  |
| 3.  | Sinus                   | 0:53  |
| 4.  | Everyone I Love Is Dead | 6:11  |
| 5.  | Who Will Save the Sane? | 6:41  |
| 6.  | Liver                   | 1:42  |
| 7.  | World Coming Down       | 11:10 |
| 8.  | Creepy Green Light      | 6:56  |
| 9.  | Everything Dies         | 7:43  |
| 10. | Lung                    | 1:36  |
| 11. | Pyretta Blaze           | 6:57  |
| 12. | All Hallows Eve         | 8:35  |
| 13. | Day Tripper (Medley)    | 7:02  |